# Torfmoose

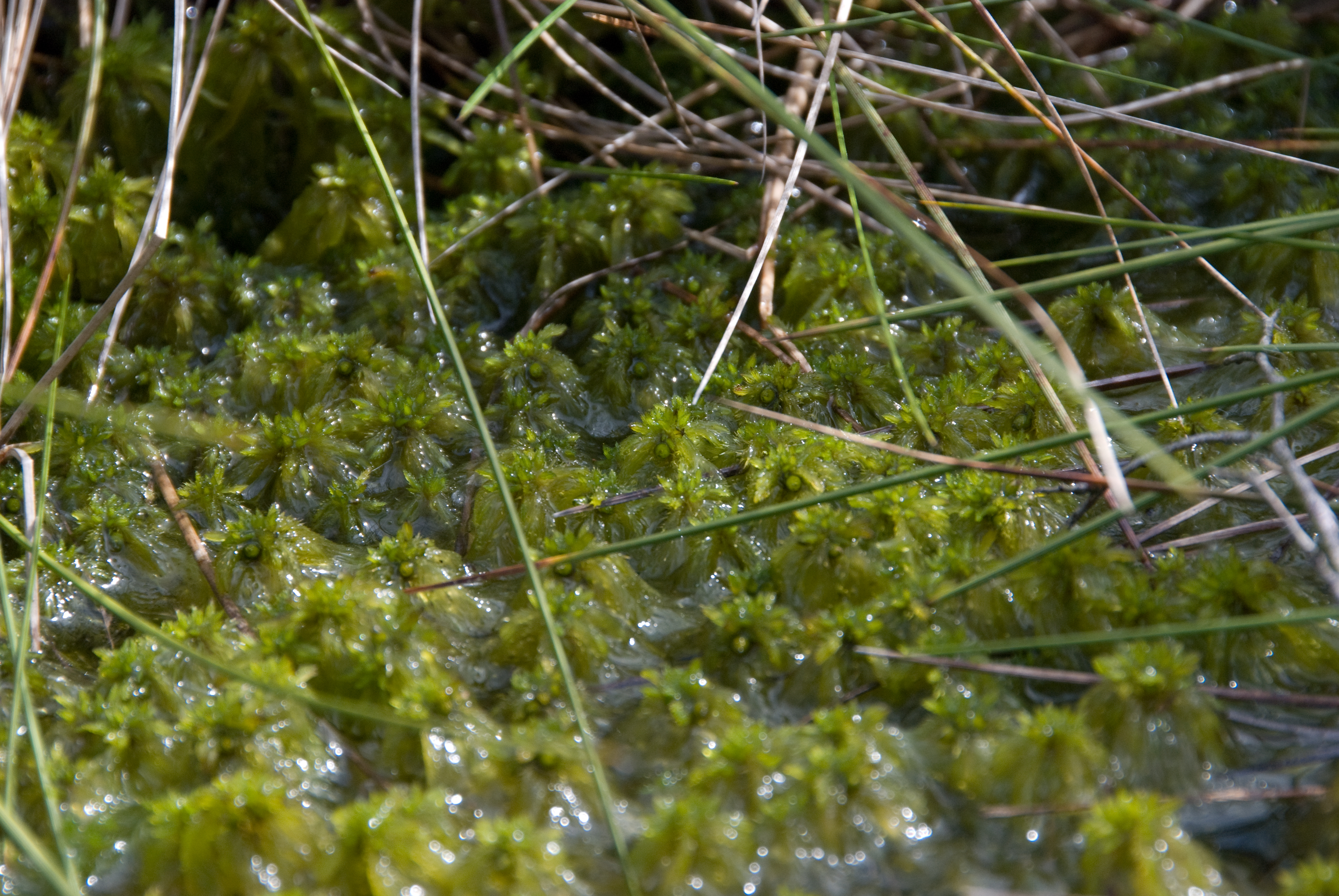
Torfmoose im Dosenmoor

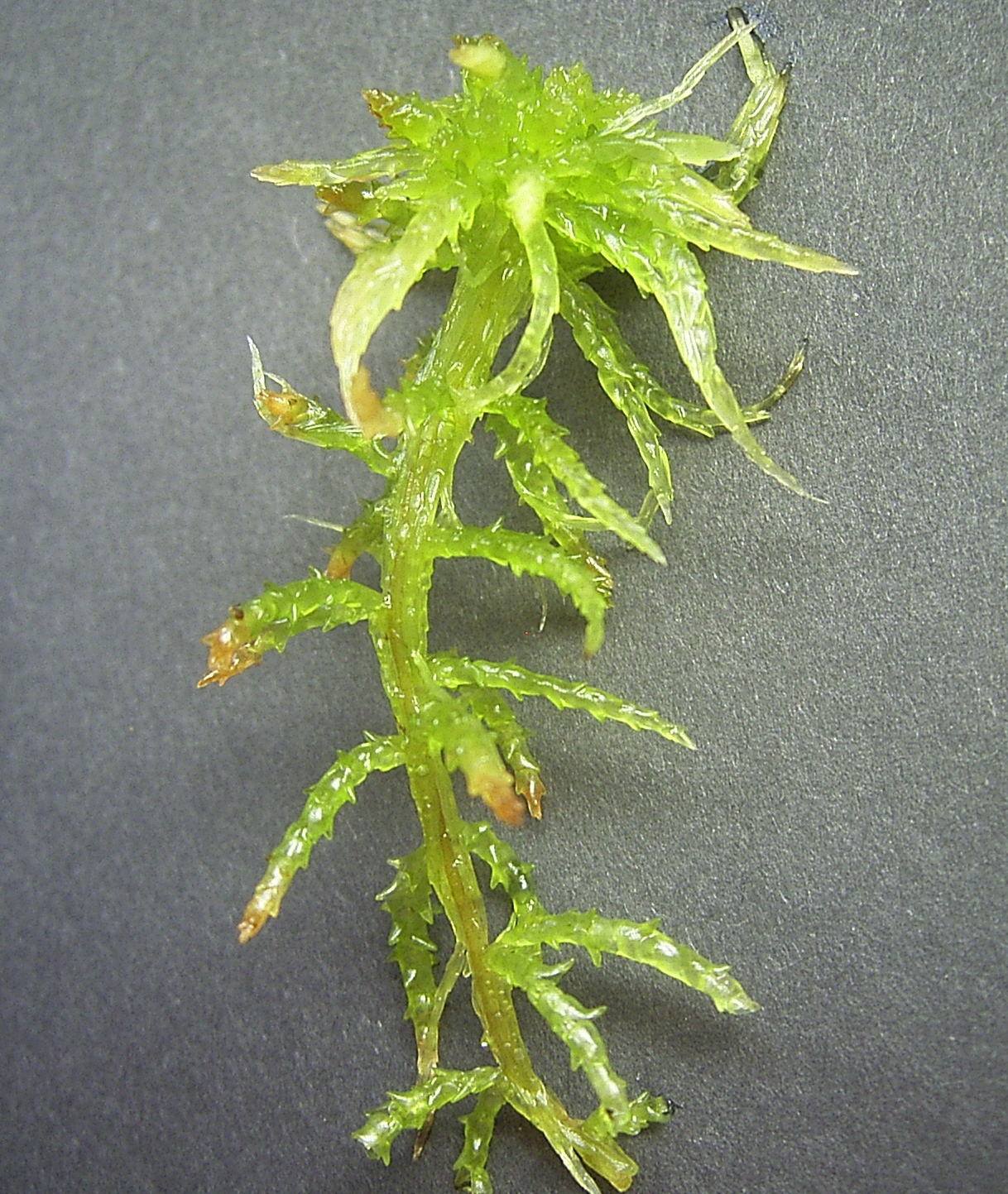
Gametophyt eines Sphagnum-Mooses

Die Torfmoose (Sphagnum, auch Bleichmoose) sind eine Gattung der Moose und gehören zu den Laubmoosen im weiteren Sinn. Die meisten leben in nährstoffarmen, sauren Habitaten. Durch die Zerstörung der Lebensräume der Torfmoose, überwiegend Moore und Feuchtheiden, sind die Moose stark gefährdet und zum Teil in drastischem Rückgang begriffen.

## Merkmale

### Differenzialmerkmale
Die Torfmoose unterscheiden sich von den anderen Laubmoosen in mehrerer Hinsicht. Ihr Vorkeim besteht nicht aus einem Zellfäden-Geflecht, sondern ist thallös. Der Gametophyt ist ein unverzweigtes Stämmchen, das mit seitlichen Ästen besetzt ist und an der Spitze eine Endknospe bildet. Die Pflanzen sterben an der Basis ab und wachsen an der Spitze weiter. Die Blätter besitzen keine Rippen. Die Blätter mit meist schraubiger Blattstellung in 2/5-Divergenz bestehen aus chlorophyllhaltigen, lebenden Chlorocyten und leeren, toten Hyalocyten. Die Seitenzweige werden in Büscheln an jedem vierten Stammblatt gebildet und stehen zu zwei bis sieben. Rhizoide fehlen. Das Sporogon ist ungestielt, es sitzt aber auf einer stielartigen Verlängerung des Gametophyten (Pseudopodium). Die Kapsel hat kein Peristom und öffnet sich bei Unterdruck mit einem hörbaren Knall durch Absprengen des Deckels. In der Kapsel überlagert das Archespor die Columella. Die Antheridien haben eine runde Form und öffnen sich ohne Kappe.

### Weitere Merkmale
Aus den haploiden Meiosporen entsteht zunächst ein fadenförmiges Protonema (Vorkeim). Dazu benötigen Torfmoose einen Mykorrhiza-Pilz, der die dafür nötigen Nährstoffe (vor allem Stickstoff) zur Verfügung stellt. Das Protonema wächst dann zu einem flächigen Thallus aus und bildet an der Unterseite fädige Würzelchen (Rhizoide). Auf diesem Gewebethallus wächst dann erst das typische geschlechtszellenbildende Moospflänzchen (Gametophyt).
Der Gametophyt besteht aus einem Stämmchen und trägt eine palmenartige Krone (oder auch Rosette), darunter sind in mehreren Wirteln die nach unten gebogenen Seitenäste angeordnet. Die Stämmchenrinde besteht aus toten perforierten Zellen, die Wasser durch Kapillareffekte aufsaugen. Die Blättchen bestehen aus einem Netz von chloroplastenhaltigen länglichen Zellen (Chlorocyten), zwischen denen ebenfalls mit Löchern versehene Wasserspeicherzellen (Hyalocyten) sitzen. Durch diesen Aufbau können Torfmoose enorme Wassermengen aufnehmen. Sphagnum-Moose können auch an der Basis absterben, sodass aus einer einst verzweigten Pflanze mehrere Einzelpflanzen werden.

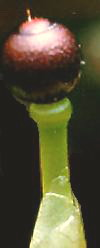
Der von einem Pseudopodium emporgehobene Sporophyt.

Die Antheridien (männliche Geschlechtszellenbehälter) sitzen in den Blattachseln besonders gefärbter und gestalteter Zweige der Rosette und sind lang gestielt. Die weiblichen Archegonien indes sitzen an der Spitze der Seitenzweige.
Der sich nach der Befruchtung entwickelnde Sporophyt besteht nur aus einem verdickten Fuß, einem kurzen Stiel und der Kapsel. Er ist wie bei den anderen Moosen auch vom Gametophyten ernährungstechnisch abhängig. Angehoben wird der Sporophyt von einem Scheinfuß (Pseudopodium), der vom Gametophyten gebildet wird. Das Sporenmuttergewebe (Archespor) wird nicht wie bei anderen Laubmoosen aus der äußeren Schicht der inneren Sporenkapselzellen (Endothecium) gebildet, sondern von den inneren Zellen der Außenschicht (Amphithecium).

## Ökologie
Torfmoose sind wechselfeuchte Pflanzen, die von entscheidender Bedeutung für die Entstehung von Zwischen- und Hochmooren sind. Sie sind hervorragend an die extremen Bedingungen dieser Standorte angepasst. Das Torfmoos besitzt folgende Konkurrenzvorteile:
- Torfmoose können selbst in geringsten Konzentrationen vorkommende Nährstoffe aufnehmen. Im Gegenzug geben sie Wasserstoffionen an die Umgebung ab, womit sie sich selbst ein saures Milieu schaffen, das Konkurrenten im Wuchs behindert.
- Torfmoose können praktisch unbegrenzt wachsen. Während sich die Pflanze nach oben hin entwickelt, stirbt die Basis wegen Luftabschluss ab; aus dem sich unvollständig zersetzenden Gewebe entsteht Torf.

Torfmoose reduzieren ihre Stoffwechsel-Vorgänge in Trockenzeiten auf ein Minimum. Kommt es dann zu Niederschlägen, sind diese Pflanzen in der Lage, in ihren großen Speicherzellen (Hyalinzellen) mehr als das 30-fache ihrer Trockenmasse an Wasser zu speichern. Die Zellen der Pflanze verhalten sich wie Quellkörper.

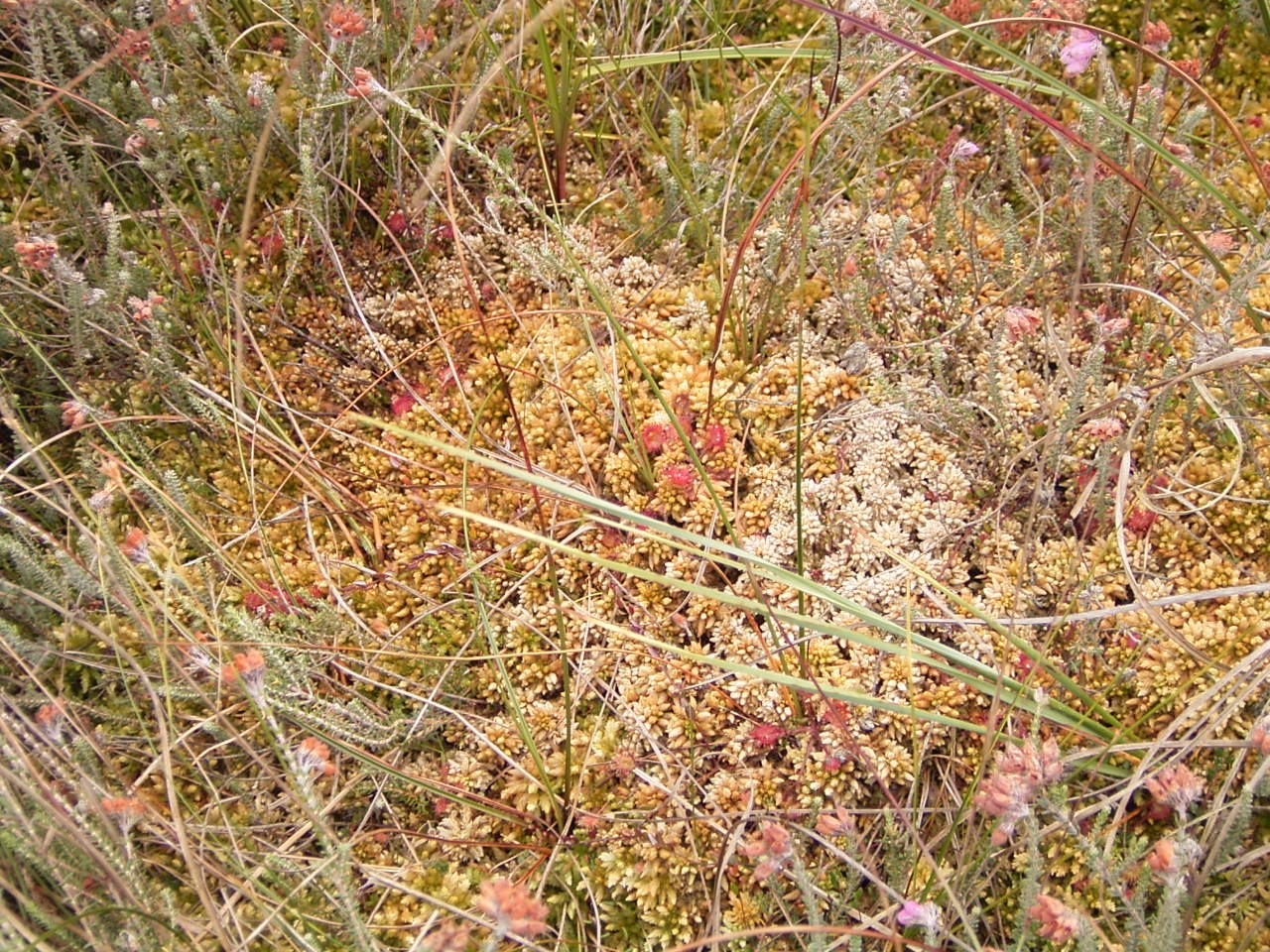
Torfmoos-Schwingdecke auf verlandetem Hochmoorkolk

## Torfmoos und Moorleichen
Das Torfmoos ist maßgeblich für die extremen Lebensbedingungen in den Hochmooren verantwortlich. Da es keine Wurzeln hat, ernährt es sich von Regenwasser und den darin enthaltenen Nährstoffen, die es speichert. Dadurch entzieht das Torfmoos diese der Umgebung, und der Säuregehalt im Moor nimmt zu. Durch den Luftabschluss in den Mooren werden organische Substanzen nicht oder nur in Teilen zersetzt und geben heute Auskunft über die Vergangenheit – so auch die Moorleichen, deren Haut durch die Gerbsäure des Torfmooses oft lederartig konserviert wurde und deren Haare und Zähne häufig deshalb so gut erhalten geblieben sind, weil es keine Destruenten gibt, die diese Teile zersetzten. Ohne die saure Umgebung des Moores, für die das Torfmoos maßgeblich verantwortlich ist, wären die Toten längst von Destruenten zersetzt worden.

## Verwendung

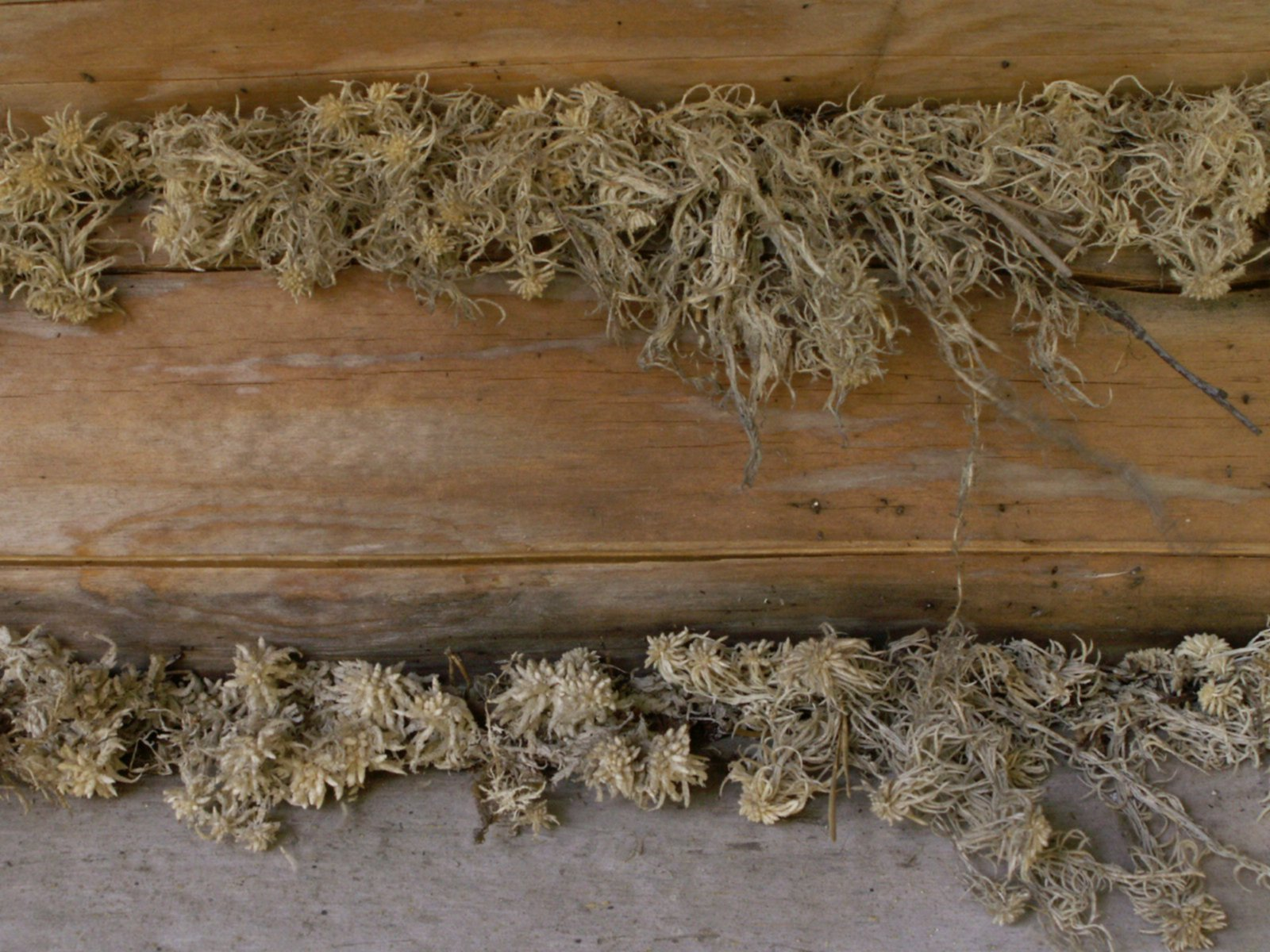
Torfmoos als Dämmmaterial in einem Blockhaus

Torfmoos wird in Gärtnereibetrieben und in Blumenerde zur Verbesserung der Wasserspeicherung des Bodens benutzt, es dient des Weiteren als Verpackungsmaterial und als Brennstoff.
Es wurde früher wegen der antibakteriellen Eigenschaften auch für Verbände benutzt und wird bis heute wegen dieser Eigenschaften in Anleitungen zum Survival geführt. Ebenso dient es als Füllmaterial von Kopfkissen.
Heutzutage findet Torfmoos auch als Saugeinlage in „Ökowindeln“ Verwendung. Letzteres ist zum Beispiel in Chile ein Grund für die Zerstörung großer Hochmoorareale.
Noch im Versuchsstadium befindet sich der gezielte Anbau von Torfmoos (sphagnum farming oder peat farming) als Ersatz für Torf in Gartenerde. Dieses Verfahren soll bei Marktreife den Torfabbau in Mooren verringern.
Torfmoose waren, und sind es auch teilweise noch, ein wichtiger Baustoff im Blockhausbau. Feuchtes Torfmoos wird dabei in ausreichend dichter Lage als Dämmmaterial zwischen die einzelnen Stämme gelegt und bleibt auch nach dem Trocknen in der einmal eingenommenen Form. Zudem wirkt es antibiotisch, ist wasserdurchlässig und -speichernd – beides wirkt sich positiv auf die Haltbarkeit der Holzkonstruktion aus.

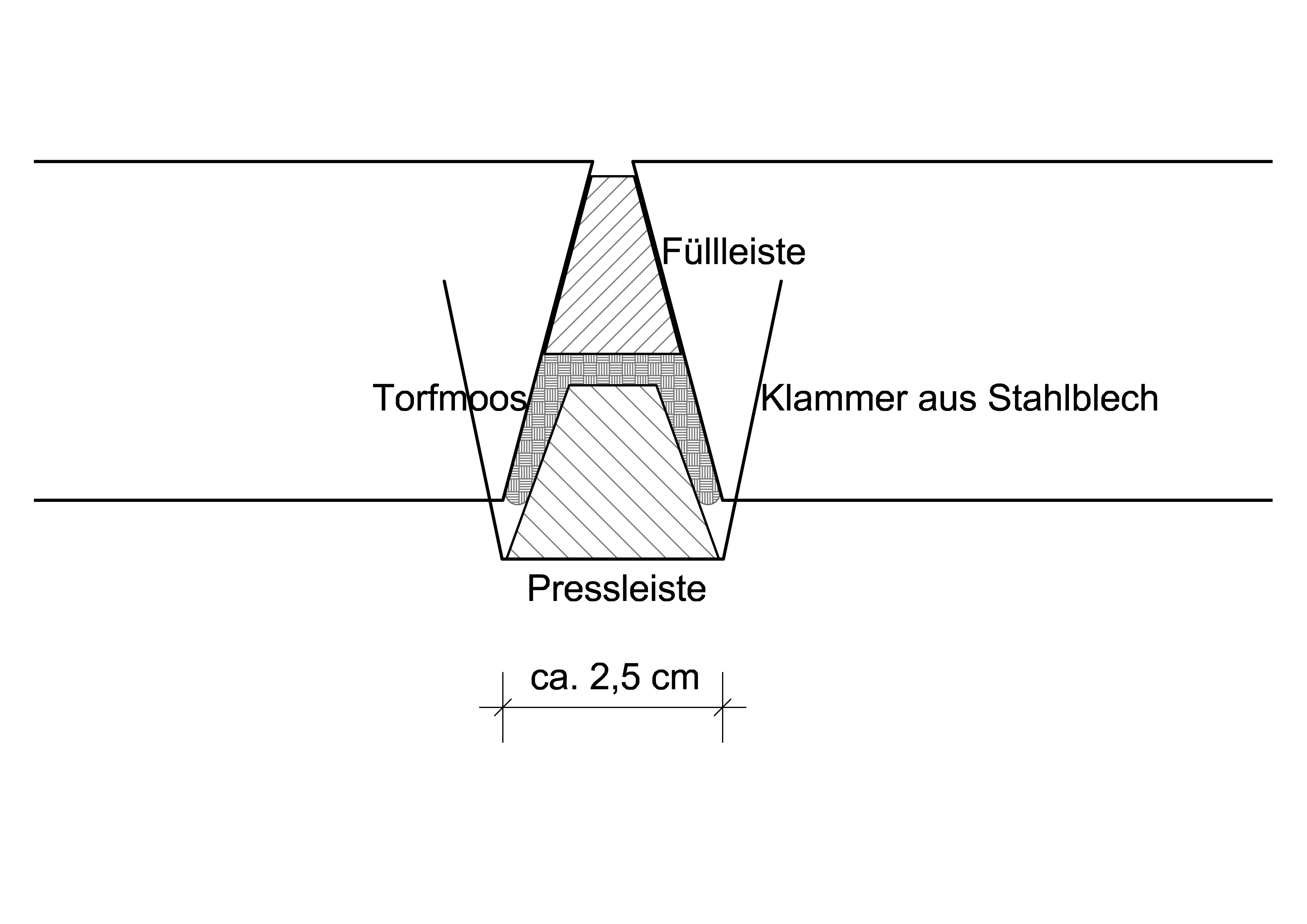
Torfmoos als Fugendichtung (Schnittzeichnung)

In der österreichischen Kulturlandschaft Hallstatt–Dachstein/Salzkammergut finden sich zahlreiche historische Belege für die Verwendung von Torfmoos. In die keilförmigen Fugen der Holzkonstruktionen wurde das zu einem Dichtungszopf versponnene Sphagnum eingelegt und mit Hilfe einer trapezförmigen Pressleiste fixiert. Auf dieses Weise wurden Blockzimmerungen gegen Zugluft sowie auch Holzboote und Wasserbauten gegen eindringendes Wasser abgedichtet. Sobald diese Konstruktion mit Wasser in Kontakt kamen, absorbierten alle Konstruktionselemente Feuchtigkeit und quollen dabei auf. Die Geometrie der Konstruktionselemente und das Quellverhalten der Werkstoffe regelten auf diese Weise selbsttätig den Dichtheitsgrad der Fuge.
Im Rahmen einer materialwissenschaftlichen Untersuchung wurden die Wärmeleitfähigkeit und das hygroskopische Verhalten von unterschiedlich schweren Torfmoosmatten untersucht. Es zeigte sich, dass Torfmoos ein sehr vielversprechendes Fugendichtungsmaterial ist und die Dämmeigenschaften jenen von Polystyrol oder Mineralwolle ebenbürtig sind. Im Rahmen dieses Forschungsprojekts wurden prototypische Baudetails zur Verwendung von Torfmoos als Dichtungs‐ und Dämmmaterial für die Bauanschlussfugen von Fenstern entwickelt.
Aufgrund ihrer anatomischen und physiologischen Eigenschaften, wie beispielsweise eine fehlende Cuticula und die direkte Stoffaufnahme aus der Luft, werden Torfmoose zum aktiven Biomonitoring eingesetzt. Ein Monitoring-Verfahren ist die Sphagnum-bag-technique, mittels der Torfmoose, die in gering belasteten Gebieten eingesammelt wurden, über einen Zeitraum von drei Monaten in Nylonnetzen in dem zu überwachenden Gebiet exponiert und anschließend analysiert werden.

## Lebensräume und Verbreitung
Der Lebensraum von Torfmoosen sind nährstoffarme, mehr oder wenig saure Feuchtgebiete an und in Gewässern, vor allem in Hoch-, Übergangs- und Niedermooren, in Sümpfen, Wäldern und auf schattigen Felsformationen. Torfmoose fehlen weitgehend in Tieflandregenwäldern, in Wüsten und Steppengebieten.
Die Torfmoose sind außer in der Antarktis weltweit auf allen Kontinenten vorwiegend in borealen Regionen, aber auch in kühlen, nassen Gebirgsregionen und von Meeren beeinflussten  Lebensräumen  anzutreffen. In den Tropen besiedeln sie überwiegend  gebirgige Regionen. Die größten Anteile an der Verbreitung liegen auf der Nordhalbkugel der Erde mit dem  eindeutigen Schwerpunkt in den großen Moorgebieten der kalten bis warmen gemäßigten Klimazonen von Nordeuropa, Asien und Nordamerika. Die nördlichste Verbreitung geht mit  der Besiedlung von Grönland, Alaska, der Taimyr-Halbinsel, Spitzbergen und dem nördlichen Skandinavien weit über den Polarkreis hinaus. Die flächige Verbreitung südwärts erstreckt sich bis zu 40° nördlicher Breite, in den Trockengebieten Zentralasiens liegt sie mit 50 bis 60° nördlicher Breite etwas höher.
Ein weiteres asiatisches geschlossenes Teilareal reicht von Kamtschatka über Japan,  die Mandschurei, das südchinesische Bergland, Vietnam, die Philippinen, die indonesischen Inseln Sumatra und Java über den Äquator hinaus weiter nach Süden. Auch in den Bergwäldern Australiens und Neuseelands kommen Arten dieser Gattung vor.
In Europa liegt der Schwerpunkt der  Verbreitung  außer im erwähnten Nordeuropa in den atlantischen und subatlantischen Regionen Westeuropas. Die Vorkommen setzen sich gegen Süden bis in den Mittelmeerraum fort.
Das nordamerikanische geschlossene boreale Vorkommen reicht gegen Süden bis nach Florida und bis in die zentralamerikanischen Gebirge. Weitere Verbreitungsgebiete gibt es in den südamerikanischen Bergländern in Guyana und Brasilien sowie in den Anden bis nach Feuerland.
In Afrika wird das Gebiet des Atlasgebirges sowie das Nigerdelta in Westafrika besiedelt. Ein weiteres Verbreitungsareal erstreckt sich im östlichen Afrika vom Kilimandscharo und weiteren Gebirgsmassiven im Bereich des Großen Afrikanischen Grabenbruchs bis zur ehemaligen Kapprovinz Südafrikas. Auch die vor dem Osten Afrikas liegende Insel Madagaskar zählt zum Verbreitungsgebiet der Torfmoose.

## Systematik
Die Gattung Sphagnum wurde durch Carl von Linné 1753 in Species Plantarum, Tomus II, Seite 1106 aufgestellt.
Weltweit werden je nach Quelle sehr kontrovers 150 bis zu etwa 300 Arten angegeben, die in neun Sektionen eingeteilt werden. In Europa kommen etwa 40 Arten, in Deutschland etwa 35 verschiedene Arten vor. In Österreich werden 34 Arten gezählt.
In Deutschland kann man folgende Arten vorfinden:
- Sektion Acutifolia Wilson (mit insgesamt etwa 60 Arten):
  - Hain-Torfmoos (Sphagnum capillifolium (Ehrh.) Hedw.)
  - Gefranstes Torfmoos (Sphagnum fimbriatum Wilson & Hook.)
  - Braunes Torfmoos (Sphagnum fuscum (Schimp.) H.Klinggr.)
  - Girgensohns Torfmoos oder Girgensohnsches Torfmoos (Sphagnum girgensohnii Russow)
  - Weiches Torfmoos (Sphagnum molle Sull.)
  - Fünfzeiliges Torfmoos (Sphagnum quinquefarium (Lindb. ex Braithw.) Warnst.)
  - Rötliches Torfmoos (Sphagnum rubellum Wilson)
  - Russow-Torfmoos (Sphagnum russowii Warnst.)
  - Glanz-Torfmoos (Sphagnum subnitens Russow & Warnst.)
  - Warnstorfs Torfmoos (Sphagnum warnstorfii Russow)
- Sektion Cuspidata Lindb.
  - Baltisches Torfmoos (Sphagnum balticum (Russow) C.E.O.Jensen)
  - Spieß-Torfmoos (Sphagnum cuspidatum Ehrh. ex Hoffm.)
  - Lindbergs Torfmoos (Sphagnum lindbergii Schimp. ex Lindb.)
  - Großes Torfmoos (Sphagnum majus (Russow) C.E.O.Jensen)
  - Stumpfblättriges Torfmoos (Sphagnum obtusum Warnst.)
  - Schönes Torfmoos (Sphagnum pulchrum (Braithw.) Warnst.)
  - Ufer-Torfmoos (Sphagnum riparium Ångstr.)
  - Zartes Torfmoos (Sphagnum tenellum (Brid.) Bory)
  - Komplex Sphagnum recurvum s. l.:[14]
    - Schmalblättriges Torfmoos oder Kurzblättriges Torfmoos (Sphagnum angustifolium (Warnst.) C.E.O.Jensen)
    - Sphagnum brevifolium (Lindb.) Roll
    - Trügerisches Torfmoos, auch Täuschendes Torfmoos oder Gekrümmtblättriges Torfmoos (Sphagnum fallax (H.Klinggr.) H.Klinggr.) – diese Art wird  in anderen Quellen nicht in diese Gruppe gestellt[15]
    - Gekrümmtes Torfmoos (Sphagnum flexuosum Dozy & Molk.)
    - Sphagnum recurvum P.Beauv.
- Sektion Rigida (Lindb.) Limpr.
  - Dichtes Torfmoos (Sphagnum compactum Lam. & DC.)
  - Straffes Torfmoos (Sphagnum strictum Sull.)
- Sektion Sphagnum
  - Komplex Sphagnum imbricatum s. l.:[16]
    - Verwandtes Torfmoos, auch Benachbartes Torfmoos oder Kamm-Torfmoos (Sphagnum affine Renauld & Card.)
    - Sphagnum austinii Sull.

  - Zentriertes Torfmoos oder Zweifarbiges Torfmoos (Sphagnum centrale C.E.O.Jensen)
  - Magellans Torfmoos oder Mittleres Torfmoos (Sphagnum magellanicum Brid.)
  - Sumpf-Torfmoos, auch Gewöhnliches Torfmoos oder Kahnblättriges Torfmoos (Sphagnum palustre L.)
  - Warziges Torfmoos (Sphagnum papillosum Lindb.)
- Sektion Squarrosa (Russow) Schimp.
  - Sparriges Torfmoos (Sphagnum squarrosum Crome)
  - Rundliches Torfmoos (Sphagnum teres (Schimp.) Ångström)
- Sektion Subsecunda (Lindb.) Schimp.
  - Gedrehtes Torfmoos (Sphagnum contortum K.F.Schultz)
  - Gezähntes Torfmoos (Sphagnum denticulatum Brid.)
  - Untergetauchtes Torfmoos (Sphagnum inundatum Russow)
  - Löffelblatt-Torfmoos (Sphagnum platyphyllum (Braithw.) Sull. ex Warnst.)
  - Einseitswendiges Torfmoos (Sphagnum subsecundum Nees)

## Gefährdung und Schutz
Durch die Zerstörung der Lebensräume sind die Torfmoose stark gefährdet. Dies findet seinen Niederschlag in der Roten Liste gefährdeter Arten der Weltnaturschutzunion IUCN und der einzelnen Nationalstaaten und deren Länder. Die IUCN wertet Sphagnum novo-caledoniae als gefährdet (vulnerable).
Die auf dem Staatsgebiet vorkommenden Torfmoosarten der Bundesrepublik Deutschland werden sowohl von der Bundesrepublik als auch teilweise von den Ländern Deutschlands in den nationalen Roten Listen mit unterschiedlichen Gefährdungskategorien aufgeführt.
Die Schweiz stellt 27 Arten in unterschiedlichen Gefährdungsgraden in ihre nationale Rote Liste der Moose. Der Großteil wird als nicht gefährdet („Least Concern“) angegeben, 8 Arten als potentiell gefährdet („Near Threatened“) und 5 Arten als verletzlich („Vulnerable“) beschrieben.
In der Berner Konvention, dem Übereinkommen über die Erhaltung der europäischen wild lebenden Pflanzen und Tiere und ihrer natürlichen Lebensräume aus dem Jahre 1979, wird die Art Sphagnum pylaisii in Appendix 1 als zu schützende Art ausgewiesen.
Alle Arten der Torfmoose genießen mit der Fauna-Flora-Habitat-Richtlinie Nr. 92/43/EWG in der aktualisierten Fassung vom 1. Januar 2007 gewisse Schutzmechanismen. Sie werden in Anhang V gelistet und können so mit Entnahme- und Nutzungseinschränkungen belegt werden. Weiters wird ihr Lebensraum durch Aufnahme der „Sauren Moore mit Sphagnum“ in Anhang I unter Schutz gestellt, wodurch für diese Lebensräume besondere Schutzgebiete ausgewiesen werden müssen. Lebende Hochmoore und aktive Flächenmoore sind hier sogar als vorrangig zu behandelnde Lebensraumtypen ausgewiesen.
In der Bundesrepublik Deutschland werden auf der Grundlage des Bundesnaturschutzgesetzes (BNatSchG) ebenfalls alle Torfmoosarten über die Anlage 1 der Bundesartenschutzverordnung (BArtSchV) unter Schutz gestellt und in Folge als besonders geschützte Arten bezeichnet.
Die Schweiz schützt im Bundesgesetz über den Natur- und Heimatschutz und begleitende Verordnungen die Moore als Lebensräume der Torfmoose und fördert die Renaturierung von Mooren und Moorlandschaften. Sie finden sich als Anlage 2 der entsprechenden Verordnung auf der Liste der geschützten Pflanzen. Weiters fanden die Moore auf Grund der Rothenthurm-Initiative mit Art. 78 Abs. 5 Eingang in die Bundesverfassung und werden hier im Inventar der schützenswerten Lebensraumtypen unter Schutz gestellt.
In den Vereinigten Staaten von Amerika führen verschiedene Bundesstaaten insgesamt 15 Torfmoosarten als bedrohte und gefährdete Pflanzen.